# Onthophagus geryon
Onthophagus geryon är en skalbaggsart som beskrevs av Vladimir Balthasar 1969. Onthophagus geryon ingår i släktet Onthophagus och familjen bladhorningar. Inga underarter finns listade i Catalogue of Life.